# MC Saida
Mouloudia Club Saïda (Arabsky: اتحاد عنابة الرياضي) (MC Saïda) je Alžírský fotbalový klub. Byl založen v roce 1947. Hrají na hřišti Stade Frères Braci, které má 6000 míst. Sídlí v alžírském městě Saïda.